# Julian Myrick
Pour les articles homonymes, voir Southall et Myrick.
Julian Southall Myrick, surnommé Uncle Mike, né le 1er mars 1880 à Murfreesboro et mort le 4 janvier 1969 à New York, est un dirigeant de tennis américain.

## Biographie
Julian Myrick a activement contribué à l'organisation administrative et au développement du tennis aux États-Unis. Il fut président de l'USTA de 1920 à 1922. Il a eu une influence majeure sur l'organisation des Internationaux des États-Unis, étant à l'initiative de l'agrandissement du West Side Tennis Club de Forest Hills où se déroulera la compétition jusqu'en 1977. L'inauguration du nouveau stade eut lieu le 11 août 1923 lors de la première édition de la Wightman Cup.
Il est membre du International Tennis Hall of Fame depuis 1963.